# Maria Gabrielis
Maria Gabrielis, pierwotnie Monika von Ballestrem (ur. 29 marca 1905 w Szklarach Górnych, zm. 1 kwietnia 1945 w Kietrzu) – franciszkanka misjonarka, męczennica.

## Życiorys
Urodziła się 29 marca 1905 roku w zamku Szklary Górne na Dolnym Śląsku w rodzinie hrabiego Walentyna von Ballestrem i Agnieszki z domu zu Stolberg-Stolberg. Z powodu zachorowania na szkarlatynę cierpiała na poważne osłabienie słuchu, w związku z czym pobierała nauki w domu od prywatnych nauczycieli. W wielu 15 lat przeżyła śmierć ojca i od tego czasu myślała o wstąpieniu do zakonu.
15 września 1927 roku wstąpiła do klasztoru Annuncjaty Franciszkanek Misjonarek Maryi w Eichgaben, w Dolnej Austrii, gdzie 19 marca 1928 roku przyjęła habit i imiona zakonne. Została sekretarką prowincjałki, początkowo w klasztorze św. Leopolda w Wiedniu, następnie w Rzymie, a potem w Domu Królowej Misji w Warszawie. 
W 1929 roku została przeniesiona do klasztoru Trzech Króli w Kietrzu, gdzie 19 marca 1932 roku złożyła wieczystą profesję. W Kietrzu pełniła kolejno funkcje sekretarki, zarządcy ds. gospodarczych i ostatecznie asystentki matki przełożonej.
W ostatnim roku II wojny światowej, w Wielką Sobotę 31 marca 1945 roku Armia Czerwona wkroczyła do Kietrza. Zakonnice, w tym i s. Maria Gabrielis, postanowiły nie opuszczać klasztoru oraz osób starszych i chorych będących pod ich opieką. Następnego dnia w nocy piętnaście franciszkanek misjonarek chciało przenocować w sali rekolekcyjnej, by wzajemnie się chronić. Pomimo zatarasowania drzwi, do sali wtargnęło dwóch sowietów, którzy zaczęli zaczepiać siostry i im grozić. Jeden z nich próbował ściągnąć z sali młodą mniszkę i ją zgwałcić, ale przyskoczyła do niego s. Maria Gabirelis, po czym żołnierz strzelił jej w głowę. Umierała w agonii przez pół godziny, przyjmując przed śmiercią ostatnie namaszczenie. Pochowano ją w ogrodzie klasztornym.
22 listopada 1946 roku jej ciało ekshumowano, a nazajutrz po mszy ofiarnej odprawionej w klasztorze trumnę z jej ciałem złożono na cmentarzu w Kietrzu.